# 30 Armia Powietrzna
30 Armia Powietrzna (ros. 30-я воздушная армия) – radziecka i rosyjska armia Lotnictwa Dalekiego Zasięgu.

## Struktura organizacyjna
W latach 1990–1991
- dowództwo – Irkuck[2]
- 79 Dywizja Lotnictwa Bombowego –Semipałatyńsk
- 73 Dywizja Lotnictwa Bombowego – Ukrainka
- 55 Dywizja Lotnictwa Bombowego – Wozdwieżejka
- 31 Dywizja Lotnictwa Bombowego – Biełaja